# Sojoez 29
Sojoez 29 (ook: 10952) was een Russische bemande ruimtevlucht uit 1978. Missiedoel was een koppeling met ruimtestation Saljoet 6. De kosmonauten verbraken het oude ruimteduurrecord (96 dagen) van hun voorgangers (Sojoez 26) ruimschoots en verbleven 140 dagen in de ruimte. Tijdens hun verblijf ontvingen ze vijfmaal bezoek: drie keer door een onbemand vrachtschip en tweemaal werden ze bezocht door collegae.

## Bemanning
De bemanning voor Sojoez 29 bestond uit commandant Vladimir Kovaljonok en boordwerktuigkundige Aleksandr Ivantsjenkov. Laatstgenoemde ging voor de eerste keer omhoog; zijn commandant maakte een jaar daarvoor zijn eerste vlucht in Sojoez 25 maar was niet van zins nogmaals een noodlanding uit te voeren. Deze Sojoez woog 6570 kg.

## Vluchtverloop

### Lancering en koppeling
Sojoez 29 werd gelanceerd op 15 juni 1978 met een Sojoez draagraket vanaf Tjoeratam te Bajkonoer.  Het toestel kwam in een baan met een apogeum van 314 km, een perigeum van 270 km en een omlooptijd van anderhalf uur. De inclinatie bedroeg 51,63° bij een excentriciteit van 0,0033. Een dag later bereikte het zijn doel en voerde een geslaagde koppeling uit.

### Heractivering na winterslaap
Kovaljonok en Ivantsjenkov kwamen echter geenszins in een gespreid bedje terecht. Saljoet 6 dreef al drie maanden zonder bemanning rond en vergde enig onderhoud. Op het moment dat het duo aan boord stapte, kon het station niet eens betrouwbaar drinkwater leveren: alle niet noodzakelijke apparatuur was door de vorige bemanning uitgeschakeld. Bovendien duurde het een week voor het tweetal aan gewichtloosheid wende. Na inschakeling van het klimaatsysteem (luchtverversers, temperatuurregeling en waterrecycling) bedroeg de temperatuur aan boord 20 °C bij een luchtdruk van 750 mm kwikdruk.
Nadat deze essentiële systemen weer functioneerden, voerden Kovaljonok en Ivantsjenkov onderhoud aan de luchtsluis uit; verder installeerden ze door Sojoez 29 meegebrachte apparatuur en testten het "Kaskad" oriëntatiesysteem. Dit systeem stelden ze tussen 24 en 26 juni tijdelijk buiten bedrijf om een drie dagen durende smeltproef met de Splav-01 oven niet te verstoren. Deze oven, meegebracht door de vorige bemanning, was in de tussenruimte bevestigd, zodat het in een vacuüm kon functioneren.
De nadruk lag tijdens deze missie op materiaalverwerking in de ruimte, aangevuld met biomedisch onderzoek.

### Eerste gasten
Op 28 juni 1978 kwamen de eerste gasten. De Rus Klimoek en de Pool Hermaszewski arriveerden met de tweede Interkosmosvlucht (buitenlandse kosmonauten) in Sojoez 30. Zij verbleven een week in het station en keerden op 5 juli huiswaarts. Ze voerden experimenten uit op het gebied van materiaalkunde, verrichtten biomedisch onderzoek en namen foto's van Polen ten behoeve van het opsporen van natuurlijke hulpbronnen. Enige proeven moesten echter worden afgelast. Sojoez 30 koppelde terwijl de stationsbemanning zelf pas korte tijd aan boord was. Kovaljonok en Ivantsjenkov hadden de handen meer dan vol aan hun eigen werkzaamheden; de wekelijkse vrije dag schoot er zo bij in. De vluchtleiding beval Klimoek en Hermaszewski daarom tijdens de rustdag van de stationsbemanning aan boord van hun eigen vaartuig te blijven, zodat enige proeven alsnog doorgang vonden.

### Vrachtvlucht
Vier dagen nadat Sojoez 30 naar de Aarde terugkeerde, deed het eerste vrachtschip Saljoet 6 aan. Op 9 juli meerde Progress 2 aan bij de achterste koppelaansluiting, die beschikte over leidingen om vloeistoffen over te pompen. Deze voerde de nieuwe "Kristall" oven aan, 600 kg brandstof en oxidatiemiddel, 200 liter water en 250 kg voedsel. Daarnaast bracht Progress 2 luchtverversers, post, films, computeronderdelen en andere reserveonderdelen naar het station. Een nieuw "Globus" instrumentenpaneel verving het defecte. Op 19 juli voorzag het vrachtschip Saljoet 6 van extra brandstof. Progress 2 ontkoppelde op 2 augustus en verbrandde op 4 augustus, volgestouwd met afval en overbodige uitrusting, in de dampkring. Het vrachtschip bleef na overladen aangekoppeld, zodat het door luchtsluizen weggelekte lucht kon aanvullen. Op 29 juli voerde de bemanning namelijk een ruimtewandeling uit.

### Ruimtewandeling
Tijdens deze ruimtewandeling ontmantelden en vervingen de kosmonauten gedeeltelijk enkele experimenten aan de buitenkant van de romp. Onderzoekers stelden zo de hoeveelheid micrometeorieten tijdens de vlucht vast. Tevens bekeken ze, wat voor effect de omstandigheden in de ruimte uitoefenden op de eigenschappen van diverse materialen, die men voor toekomstige ruimtevaartuigen wou gebruiken. De voorbereidingen namen enige dagen in beslag; ze moesten hun ruimtepakken onder meer op de juiste lichaamslengte afstellen. Op 29 juli ging Ivantsjenkov als eerste naar buiten; zijn metgezel hielp hem vanuit het luik (in de zijwand bij het voorste transfercompartiment) en maakte met een draagbare camera opnamen van de Aarde. Tijdens de laatste voorbereidingen vloog Saljoet 6 over de Japanse Zee, waardoor een half uur direct contact met de vluchtleiding mogelijk was; gedurende de wandeling zelf waren ze echter op elkaar aangewezen.
Het duo nam zijn toevlucht tot draagbare lampen, want de wandeling vond gedeeltelijk in het pikkedonker plaats: het station bevond zich tijdelijk in de schaduw van de Aarde. Na berging van de micrometeorietendetector haalden ze diverse materiaalmonsters op. Het betrof monsters van glas, keramische materialen, rubber, titanium, staal en duraluminium. Die monsters stonden bijna tien maanden bloot aan de vrije ruimte, Ook borgen ze "Medusa", een door hun voorgangers achtergelaten experiment betreffende biopolymeren. Verder bevestigden ze een kosmische stralingsmeter aan de buitenkant. Deze nam metingen van zowel kosmische- als röntgenstraling. Een voorbijflitsende meteoor herinnerde beide mannen er aan, dat hun beroep niet zonder gevaar was. De steen verblindde Kovaljonok en Ivantsjenkov korte tijd.
Het duo rondde hun werkzaamheden sneller af dan gepland. Vluchtleiders maakten duidelijk dat ze weer naar binnen konden gaan. Dit was tegen het zere been van Kovaljonok die riposteerde: "...we nemen er liever onze tijd voor, want het is de eerste keer in 45 dagen dat we de straat op gaan voor een wandeling....". Het tweetal bracht 2 uur en 5 minuten in het luchtledige door, al is de daadwerkelijke duur van de ruimtewandeling zelf nooit vrijgegeven. Op de grond hield men rekening met vijf ruimtewandelingen indien de situatie dat vereiste, maar verdere excursies "buitenshuis" bleken niet noodzakelijk.
Wetenschappers op de grond onderwierpen de geretourneerde monsters aan een nadere blik. Ze concludeerden dat hun hypothese over de gevaren van aanvaringen met kleine objecten niet klopte. Ruimtepuin veroorzaakte meer dan 200 minuscule inslagkratertjes, voor het leeuwendeel veroorzaakt door rondzwevende brandstofresten en afgebladderde verfschilfers. Dit was veel meer dan waarmee men vooraf rekening hield.

### Tweede vracht
Nadat Sajoet 6 op 5 augustus op eigen kracht een baanwijziging uitvoerde, meerde de volgende pendel bij het station aan. Progress 3 pompte geen brandstof over, want dit had Progress 2 pas gedaan. In plaats daarvan voerde dit vrachtschip monsters aan voor materiaalproeven, halfgeleiders, biologische en medische proeven, een in Oost-Duitsland vervaardigde camera, 450 kg zuurstof, 190 liter water en 280 kg voedsel (waaronder knoflook, uien, aardbeien en verse melk). Men stuurde ook een paar gevoerde laarzen, kranten, film, persoonlijke post (via de radioverbinding kon iedereen meeluisteren naar de perikelen in een kosmonautengezin) en een gitaar. Na overladen van de vracht ontstak Progress 3 zijn motoren en krikte de baan van de combinatie op tot 359 x 343 km. Na een relatief korte tijd aan het station te zijn gekoppeld, maakte Progress 3 zich op 21 augustus van het station los.

### Nogmaals gasten
Een week later vereerde de derde Interkosmosmissie hen met een bezoek. De Rus Valeri Bykovski en Oost-Duitser Sigmund Jähn arriveerden in Sojoez 31 en koppelden eveneens aan het achterluik. Zij verbleven van 27 augustus tot 3 september in het station. Ze voerde veel verschillende experimenten uit; de nadruk lag op de Oost-Duitse MKF-6M en KATE-140 camera's, die al in het station aanwezig waren. Met een gezamenlijke materiaalproef genaamd "Berolina" produceerde men 25 ampullen met lood/telluride en bismut/antimoon.
De Sovjets verklaarden, dat deze gasten niet met hun eigen schip huiswaarts zouden keren. In plaats daarvan gebruikten ze het toestel van hun voorgangers en landden met Sojoez 29. Dit vaartuig had er na het neerkomen ±80 dagen in de ruimte opzitten; dicht bij de grens van wat technisch verantwoord gold. De buitenwacht concludeerde daaruit terecht dat de missie van Kovaljonok en Ivantsjenkov nog geruime tijd duurde, want anders was een relatief nieuwe Sojoez onnodig.
Nadat op 3 september Bykovski en Jähn vertrokken, zat hun vaartuig gekoppeld aan het achterluik. Dit leverde problemen op bij herbevoorrading, aangezien de voorste koppelaansluiting niet was ingericht op het overpompen van vloeistoffen. Op 7 september stapte de stationsbemanning in Sojoez 31 en ontkoppelde het schip. Ze verwijderden zich 100 à 200 meter van Saljoet 6. Op commando van de grond draaide het station 180°, zodat het voorste koppelingsluik naar de wachtende Sojoez wees. Hierop meerde het tweetal weer aan; tijdens volgende missies zou dit een routine-manoeuvre worden.

### Verdere experimenten
De werklast verminderde enigszins en in oktober 1978 had de bemanning 50 experimenten uitgevoerd en 3000 foto's genomen. Op 20 september verbraken zij het oude ruimteduurrecord en de 26e vierde Ivantsjenkov zijn 38e verjaardag in de ruimte. Uitgebreide proeven betreffende materiaalkunde werden voortgezet, daarnaast fotografeerden ze uitgebreid de Aarde en gebruikten de BST-lm telescoop voor observaties. Al deze experimenten vergden echter hun tol van het station, want dit deed een groot beroep op de brandstofvoorraad om het in de juiste positie te manoeuvreren en te houden. Bajkonoer plande mede daarom nogmaals een vrachtvlucht in.

### Smokkelwaar
Op 6 oktober 1978 klopte Progress 4 op de deur. Twee ton vracht werd in de helft van de verwachte tijd overgeladen, waaronder 1300 kg luchtflessen, voedsel, water, luchtverversers, fotografische materialen, kleren en tijdschriften. De echtgenote van een der kosmonauten wou haar man verrassen met gevulde bonbons. Probleem: de brandewijn bevatte alcohol en kon dus niet op goedkeuring rekenen. Mevrouw verstopte de bonbons daarom in een doos snoepgoed en dat zouden ze boven weten ook. Toen de nietsvermoedende kosmonauten de doos openden, vlogen de bonbons alle kanten uit en leverden een direct gevaar op voor de gevoelige apparatuur (nog afgezien van boze vluchtleiders, voor dit soort humor was men bij de Sovjetautoriteiten aan het verkeerde adres). Het balende duo was twee uur zoet met bonbons zoeken, die tot in alle uithoeken van Saljoet 6 wegzweefden.
Bijtanken geschiedde op 12 en 13 oktober. Op 20 en 21 oktober ontstak Progress 4 zijn motoren om het station weer in een hogere baan te brengen. Normaliter gebeurde dit in één keer, maar de Russen wilden ditmaal de nieuwe baan nauwkeurig vaststellen. Op 24 oktober maakte het vrachtschip zich los en verbrandde twee dagen later in de dampkring.

### Voorbereidingen voor terugkeer
Tussentijds ondergingen de kosmonauten op 18 oktober een uitgebreide medische test, nadat ze op 15 oktober de Chibis oefenpakken aantrokken. Die zorgden voor een negatieve druk in het onderlichaam, waardoor het bloed niet voornamelijk in het bovenste deel van het lichaam circuleerde. Hierdoor werd het hart- en vaatstelsel zwaarder belast. In combinatie met de loopband en fiets-ergometer verliep de aanpassing aan zwaartekracht na terugkeer beter. Gedurende hun laatste maand aan boord sportte de bemanning drie uur per dag en er bleef hen niet veel tijd over voor wetenschappelijke experimenten, behalve die met de "Kristall" oven. Op 30 oktober bracht ze alle experimenten over naar hun eigen ruimtevaartuig, reinigde Saljoet 6 en controleerde of de motoren van Sojoez 31 nog naar behoren functioneerden. Toen zat hun missie er op.

## Terugkeer naar Aarde
Op 2 november 1978 maakte Sojoez 31 zich voor de laatste keer los van het ruimtestation. Het toestel bracht zijn bemanning veilig naar huis en landde op 180 km zuidoostelijk van Jezqazğan. De Russische staats-tv deed hiervan live verslag. Het tweetal zette een respectabel nieuw duurrecord. Ze bracht 139 dagen, 14 uur en 47 minuten in de ruimte door. In die periode draaide ze 2203 maal om de Aarde en legde een afstand van 93 miljoen kilometer af.
Kovaljonok zei later: "...Het was niet eenvoudig...om te buigen en een kluit aarde op te rapen door de zwaartekracht, maar ik dwong mezelf er toe. En de geur van deze zonovergoten steppe zal me altijd bijblijven...". Hij verloor tijdens de vlucht 2,3 kg van zijn lichaamsgewicht. Ivantsjenkov zei: "...we werden letterlijk bedwelmd door de frisse lucht...." en woog 3,9 kg minder.
Net als de vorige bemanning die na een lange vlucht terugkeerde, droegen Kovaljonok en Ivantsjenkov speciale broeken die hen hielpen bij het lopen. Ze verloren iets van hun spieromvang, maar herstelden sneller dan Romanenko en Gretsjko van Sojoez 26. Ze maakten de tweede ochtend na hun terugkeer al een wandelingetje van 140 stappen in het park, vergezeld door hun artsen. Tijdens deze korte wandeling steeg hun polsslag slechts met 15 à 20 slagen, volgens de artsen vergelijkbaar met na een telefoongesprek of warme maaltijd. Het was de eerste maal dat een bemanning van een missie die langer dan een maand in beslag nam zo snel weer liep. Ze waren tevens de eerste ruimtevaarders die terugkeerden met in de ruimte gevormde rode bloedcellen, die een levensduur van 120 dagen hebben. Deze bleken van iets kleinere afmeting dan normaal, maar schenen verder normaal te functioneren.
Tegen 11 november was Ivantsjenkov weer tot een redelijke partij tennis in staat, mits die niet te lang duurde. Wel rapporteerden zijn artsen: "...coördinatievermogen is nog steeds gebrekkig en op het eind van de dag treedt vermoeidheid op...". Op 14 november werd het duo ontslagen en eenmaal thuis in Sterrenstad herenigd met de twee Interkosmos kosmonauten Hermaszewski en Jähn. Zowel Kovaljonok als Ivantsjenkov gingen hierna nog één keer omhoog.
1 ·
2 ·
3 ·
4 ·
5 ·
6 ·
7 ·
8 ·
9 ·
10 ·
11 ·
12 ·
13 ·
14 ·
15 ·
16 ·
17 ·
18A ·
18 ·
19 ·
20 ·
21 ·
22 ·
23 ·
24 ·
25 ·
26 ·
27 ·
28 ·
29 ·
30 ·
31 ·
32 ·
33 ·
34 · 
35 ·
36 ·
37 ·
38 ·
39 ·
40

T-1 ·  
T-2 ·
T-3 ·
T-4 ·
T-5 · 
T-6 ·
T-7 · 
T-8 ·
T-9 · 
T-10-1 ·
T-10 · 
T-11 ·
T-12 · 
T-13 ·
T-14 · 
T-15